# Год Борис Васильович
Год Борис Васильович (народився 18 серпня 1960, Бобровиця - помер 11 серпня 2019, Полтава) — учений, краєзнавець, педагог, кандидат історичних наук (1992) доктор педагогічних наук (2006), академік Академії наук вищої освіти України, член ученої ради університету, член ради історичного факультету, голова Полтавського обласного осередку Всеукраїнської асоціації європейських студій.

## Життєпис
У 1983 році закінчив історичний факультет Київського державного університету імені Т. Г. Шевченка. Здобув кваліфікацію викладача історії і суспільствознавства.
Кандидатська дисертація — «Рабочий класс Украины в управлении промышленностью в годы гражданской войны (1919—1920)» захищена в Харківському державному університеті імені О. М. Горького в 1991 році. Спеціальність 07.00.02. — історія СРСР. Науковий керівник — доктор історичних наук, професор Скляренко Є. М.
Докторська дисертація — «Ідея всебічного і гармонійного виховання особистості в епоху європейського Відродження» захищена в Харківському національному педагогічному університеті імені Г. С. Сковороди в 2005 році. Спеціальність 13.00.01. — загальна педагогіка та історія педагогіки. Науковий консультант — доктор педагогічних наук, професор, член-кор. НАПН України Бойко А. М.
Із вересня 1983 року працює в Полтавському педагогічному університеті на посадах: асистента, старшого викладача, доцента, відповідального секретаря приймальної комісії, заступника декана та декана історичного факультету (1997—2002 роки), проректора з науково-педагогічної роботи університету (2009—2014 роки), завідувача кафедри всесвітньої історії та методики викладання історії (з 2000 року).
Заслужений працівник освіти України, нагороджений знаками МОН України — «Відмінник освіти України», «За наукові досягнення», почесною відзнакою НАПН України «К. Д. Ушинський», почесними грамотами МОН України, Полтавської обласної державної адміністрації, Полтавської обласної ради, виконавчого комітету Полтавської міської ради, університету тощо. Лауреат обласних премій імені І. П. Котляревського та Л. П. Бразова.

## Наукова діяльність
Досліджував історію освіти та виховання у країнах Європи XIV—XVII століть. Заступник (з 1998 року) головного редактора наукового збірника «Історична пам'ять», член редколегії 4 наукових фахових видань.
Брав участь в атестації науково-педагогічних кадрів. Працював у спеціалізованих учених радах навчальних закладів і наукових установ Полтави та Києва. З 2010 року— член спеціалізованої вченої ради Сумського державного педагогічного університету імені А. С. Макаренка.
Опубліковано 3 монографії. Очолював авторський колектив і був автором окремих розділів фундаментальних видань: «Полтавщина: Історичний нарис», «Вища педагогічна освіта і наука України: історія, сьогодення та перспективи розвитку. Полтавська область», «Полтавський державний педагогічний університет імені                   В. Г. Короленка: історія і сучасність».
У журналах і збірниках наукових праць ДАК України опубліковано біля 150 статей. Шість публікацій побачили світ у виданнях США, Італії, Єгипту та Росії.
За часи науково-педагогічної діяльності брав участь у роботі біля 200 наукових, науково-практичних конференціях і семінарах різного рівня. Був організатором і керував роботою 8 всеукраїнських науково-практичних семінарів «Актуальні питання всесвітньої історії та методика їх викладання» (1998—2013 роки).
У 2006 році заснував наукову школу «Розвиток основних тенденцій ренесансного досвіду освіти й виховання у вітчизняній педагогічній теорії і практиці» у якій працюють 8 аспірантів і здобувачів наукового ступеня. Захищено 3 кандидатські дисертації.
Приділяв значну увагу розвиткові студентської науки. Готуються курсові, бакалаврські, дипломні та магістерські кваліфікаційні роботи, які проходять відповідну апробацію. Разом зі студентами підготовлено понад 30 наукових праць. У 2013 році за редакцією професора Года Б. В. побачив світ збірник студентських наукових робіт «Перші Полтавські наукові читання зі всесвітньої історії», за участі студентів-істориків з багатьох регіонів України.